# Habitat 67 (vague)

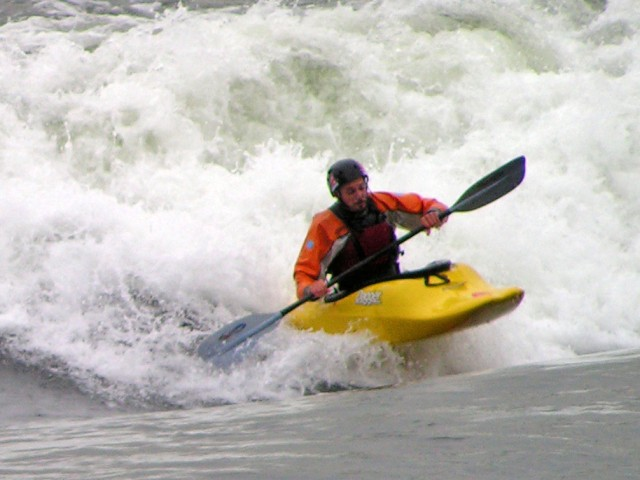
Kayakiste dans Habitat 67

Habitat 67 est le nom d'une vague stationnaire (ou éternelle) située à Montréal dans une section du fleuve Saint-Laurent appelée courant Sainte-Marie. Informellement nommée ainsi d'après le complexe résidentiel Habitat 67 adjacent, elle est devenue une destination populaire pour faire du kayak en eau vive et de surf de rivière.

## Description
La vague est créée par le mouvement rapide de l'eau qui va frapper les rochers sous l'eau, créant une vague qui peut atteindre jusqu'à deux mètres. Plus précisément elle est générée par le fort courant Sainte-Marie qui est ralenti localement par la configuration du fond rocheux entraînant un phénomène de ressaut hydraulique stationnaire. Plus en amont sur le fleuve, on retrouve dans les rapides de Lachine deux autres vagues de deux mètres, soit la vague à Guy à LaSalle et une autre près de Lachine, connue localement comme « Big Joe ».

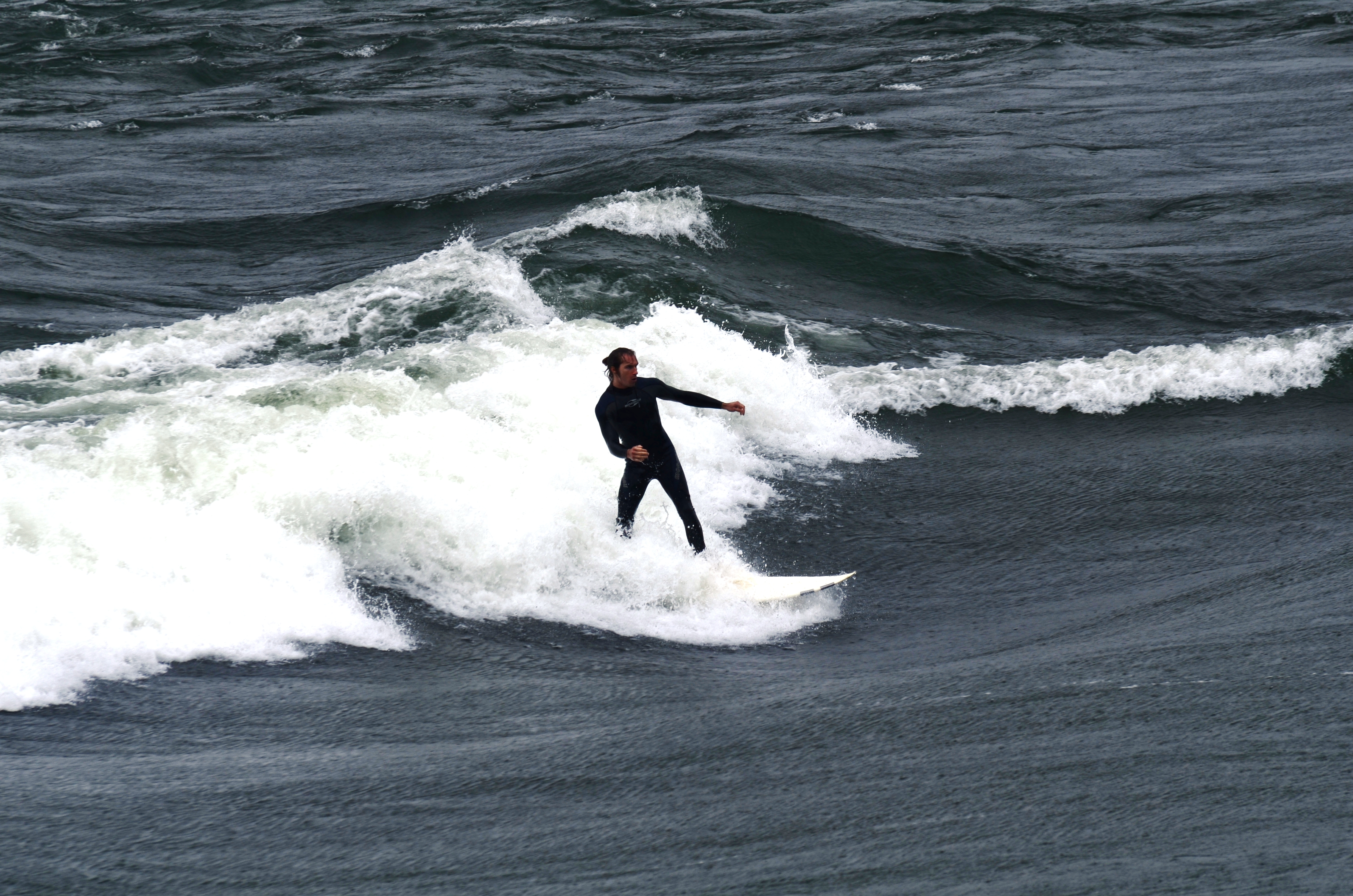
Surfeur en action sur la vague Habitat 67

Corran Addison, kayakiste olympique trois fois champion du monde de kayak freestyle, fut le premier à surfer sur la vague Habitat 67 en 2002. Son école de surf de rivière, Imagine Surfboards, a enseigné à 3 500 étudiants depuis 2005. Une seconde école de surf de rivière, KSF, a accueilli 1 500 étudiants par an depuis 2003.

## Qualité de l'eau
Selon Daniel Green, président de la Société pour vaincre la pollution :  « Ils se baignent dans l’un des sites les plus toxiques du Canada ». Le taux de biphényls polychlorés et d'hydrocarbures aromatiques polycycliques provenant du Technoparc de Montréal y est très élevé.